# Thomastown (Ierland)
Thomastown (Iers: Baile Mhic Andáin), historisch bekend als Grennan, is een plaats in County Kilkenny in de provincie Leinster in het zuidoosten van Ierland. De plaats is gelegen aan de rivier de Nore.